# Толстой Микита Ілліч
Микита Ілліч Толстой (рос. Никита Ильич Толстой), (нар. 15 квітня 1923, Вршац, Королівство СХС — † 27 червня 1996, Москва, Росія) — видатний радянський і російський славіст, філолог та фольклорист, академік АН СРСР.
Автор багатьох праць по історії слов'янських літературних мов, діалектології слов'янства, старослов'янській та церковнослов'янській мовах, етнолінгвістиці та лексикології